# Sa mạc Thar

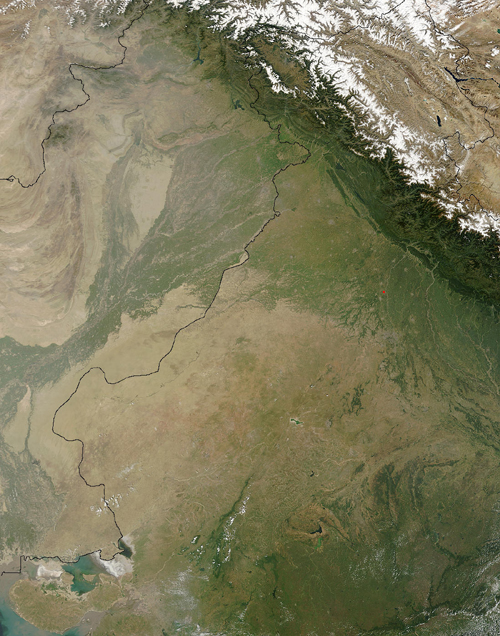
Một ảnh vệ tinh của NASA về sa mạc Thar

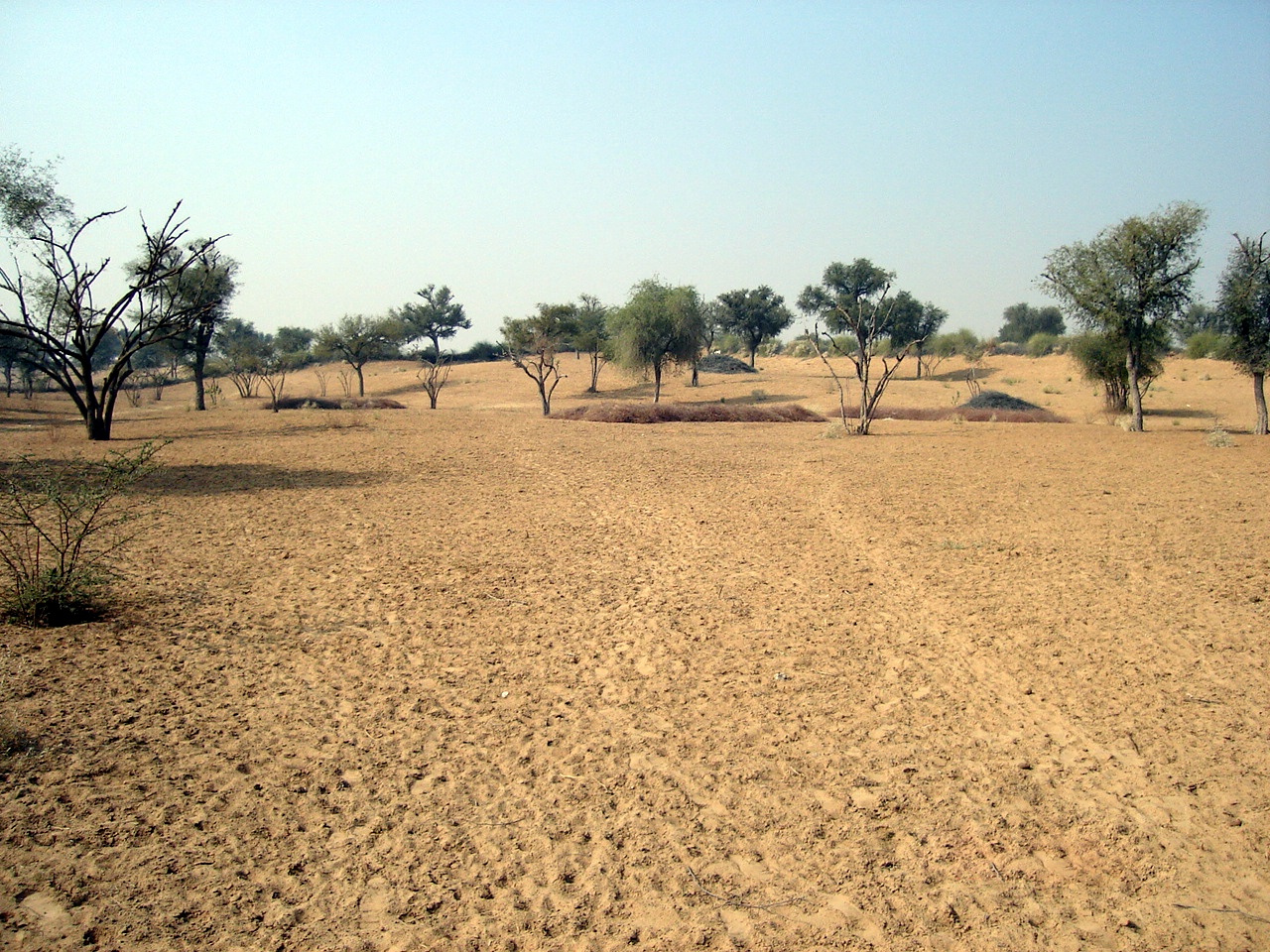
Cảnh quan sa mạc Thar

Sa mạc Thar hay hoang mạc Thar (tiếng Rajasthani: थार मरुधर, Hindi: थार मरुस्थल, tiếng Urdu: تھر صحرا) hay còn gọi là Sa mạc Đại Ấn Độ là một khu vực khô cằn rộng lớn tại phần tây bắc của tiểu lục địa Ấn Độ và tạo thành một đường ranh giới tự nhiên chạy dọc đường biên giới giữa Ấn Độ và Pakistan. Với diện tích trên 200,000 km2 (77,220 dặm vuông Anh), đây là sa mạc cận nhiệt đới lớn thứ 18.
Sa mạc Thar nằm hầu hết tại bang Rajasthan của Ấn Độ và mở rộng đến phần phía bắc của các bang Haryana và Punjab và miền nam của bang Gujarat. Tại Pakistan, sa mạc chiếm phần phía đông của tỉnh Sindh và phần đông nam của tỉnh Punjab. Sa mạc Cholistan kế bên sa mạc Thar kéo dài vào tỉnh Punjab của Pakistan. Tại Ấn Độ, sa mạc Thar mở rộng từ sông Sutlej, bị bao quanh bởi dãy núi Aravalli ở phía đông, phía nam là một đầm lầy nước mặn dược gọi là Great Rann of Kutch (nhiều phần của nó đôi khi được coi là thuộc sa mạc Thar), và phía tây là thung lũng sông Ấn. Ranh giới của sa mạc với những thảo nguyên phía bắc là không rõ ràng, sa mạc chiếm khoảng 3/5 tổng diện tích của bang Rajastan.

## Địa văn và địa chất
Sa mạc Thar dốc về phía bồn địa sông Ấn và bề mặt không đồng đều, chủ yếu là các cồn cát. Các đụn cát ở phía nam cao hơn, cao khoảng 152 m trong khi các đụn cát ở phía bắc cao khoảng 16 m so với mặt đất.
Dãy Aravalli tạo thành mốc ranh giới chính ở đông nam sa mạc Thar. Đất trồng tại sa mạc là loại đất khô cằn thường bao gồm kết cấu cát hay pha cát-sét. Độ chặt và độ sâu lớp đất phụ thuộc theo đặc điểm địa hình. Các vùng đất nhiều mùn ở vùng thấp chặt hơn và có thể có một tầng đất cái. Một số loại đất này gồm một tỉ lệ cao muối khoáng hòa tan tại các tầng thấp, khiến nguồn nước bị nhiễm độc.